# 艾里克湖
艾里克湖是位于中华人民共和国新疆维吾尔族自治区克拉玛依市乌尔禾区的内流微咸水湖，是白杨河的尾闾湖，也是克拉玛依市现存的唯一湖泊。艾里克湖湖泊面积约52平方千米，蓄水量2.25×108立方米。艾里克湖曾与玛纳斯湖等湖泊为同一湖泊，分离后曾一度干涸，21世纪初重新补水后，湖泊面积恢复。艾里克湖面临着有机污染物的威胁，以《地表水环境质量标准》为准，艾里克湖湖水水质为Ⅴ类。

## 名称含义
艾里克源自蒙古语äärаg，为马奶酒之意。因牧民在此放牧、制作酸奶而得名。

## 形成变化
艾里克湖与玛纳斯湖、艾兰湖等湖泊原为同一个规模较大的湖泊——玛纳斯湖群。第四纪中期，湖泊主要分为玛纳斯湖与艾里克湖-艾兰湖两部分。19世纪末到20世纪初，艾兰湖分离，此时艾里克湖面积近230平方千米。
20世纪中叶，随着玛纳斯湖、艾兰湖逐渐干涸，艾里克湖成为玛纳斯湖群保留下最大的湖泊。20世纪40年代，艾里克湖面积约82平方千米；50年代中期，湖泊面积降至41平方千米，平均水深超7米。彼时，艾里克湖尚为淡水湖。1972年，白杨河水库建成。虽然到1976年艾里克湖湖泊面积有小幅增长，一度增至超过43平方千米。然而此后入湖水量大幅减少，年入湖水量不过0.4×108立方米，进而导致湖泊面积萎缩。到20世纪80年代，湖泊面积缩减到15平方千米，水深减至1米。1991年，白杨河水量调节设施黄羊泉水库、白碱滩水库完成建设，从此来自地表径流的入湖水量基本截断，艾里克湖湖泊面积加剧萎缩。1994年，湖泊面积仅剩10平方千米。到20世纪和21世纪之交时，艾里克成为时令湖。2000年，全年干涸。艾里克湖的干涸导致当地地下水下降，草场退化，胡杨林和芦苇死亡、干枯。阻挡风沙屏障的失去，进一步导致当地沙尘天气增加，荒漠化加剧。
21世纪初，引额济克工程建成通水，艾里克湖入湖水量恢复，湖泊面积于2004年恢复至超过55平方千米，并在此后趋于稳定。到2008年，累计引水超过7亿立方米，水深约9米。本已失去踪迹的鱼类、禽类、兽类再次在湖区及周围出现。

## 地理地质
艾里克湖行政区划上位于中华人民共和国新疆维吾尔自治区克拉玛依市乌尔禾区与新疆生产建设兵团第七师一三七团的交界处，西南距克拉玛依市市区约20千米。湖区地理坐标系位于北纬45°48′和45°59′之间，东经85°44′与85°51′之间。地理上位于准噶尔盆地西北缘，准噶尔西部山地东麓。
艾里克湖湖盆三面环山，东侧被平面山阻隔。西北岸地势平缓，为白杨河和木合台河的下游三角洲，分布有面积近20平方千米的湖滨沼泽，地表有淤积物。该地区土壤类型为草甸沼泽土。表层为草根腐殖质层，其下有沙砾质粘土潜育层。艾里克湖北岸与东岸是第三纪岩石构成的陡坡，高50米到70米，陡坡风化严重。靠近东坡有两级覆有粗砂粒、卵石的台地，其中第一层为时代久远的艾里克湖台地，第二层台地由第四纪沉积形成。台地与湖面有顶部沙粒裸露，高3到5米的沙丘。盐土和盐渍土在艾里克湖周边发育。艾里克湖湖底为硬化粘土，其间掺有卵石、碎石。

## 气候类型
艾里克湖湖区地处温带干旱大陆性气候，冬冷夏热，春秋季短。年平均气温8.7℃，1月极端低温近零下36℃，7月平均气温不足28℃，极端高温超42℃。无霜期210天，每年11月到次年3月下旬为冰冻期，最大冰厚0.8米。湖区年均降水量超100毫米，最大降水量超227毫米，最小降雨量不足59毫米，年际变化大。年均蒸发量3500毫米。全年平均日照时数超过2600小时，其中5到9月丰富，12月最少。艾里克湖区位于风口地区，春秋季多风，年均大风天数超过70天。

## 水文水质
艾里克湖湖泊面积略多大52平方千米，长约12千米，最大宽度4.2千米，平均宽度3.5千米。最大水深超8米，平均水深4米有余。蓄水量2.25×108立方米。艾里克湖是白杨河的尾闾湖，发源于吾尔喀什尔山东南麓的白杨河是艾里克湖的主要水源，从西北注入艾里克湖。发源于扎伊尔山的木合台河也是艾里克湖的水源。艾里克湖湖水呈黄绿色，属于微咸水湖。pH值8.54，电导率1.42毫西门子每厘米，水质硬度超178毫克每升，总碱度（以碳酸钙计）超190毫克每升。根据阿列金分类法，艾里克湖属于硫酸盐类钠组Ⅱ型。湖泊总溶解固体1—1.9克每升，有机污染物中氨氮0.2—0.4毫克每升，总氮0.6—1.2毫克每升，总磷0.02—0.08毫克每升，化学需氧量34.8—39.9毫克每升，溶解氧8.0—9.7毫克每升。
影响艾里克湖水质的主要污染物来自有机污染物，如氮污染、磷污染，化学需氧量也较高。这些污染源主要来自白杨河到艾里克湖之间的农牧业生产，乌尔禾区和一三七团的主要产业即以种植业和畜禽养殖业为主的农牧业，源自于这些产业的氮、磷、氨氮等污染物并未进入城镇污水管网，而是直接排入白杨河。另外，有机污染物还可能来自于湖区底泥氮、磷释放。虽然入湖水量有所增加，但依然难以抵消对农牧活动增加、湖水蒸发对湖水水质的影响。

## 生物资源
在艾里克湖中，监测到浮游植物6门109种，其中绿藻门种类最多，有53种，优势种属为四尾栅藻（Scenedesmus quadricauda）、绿球藻属；蓝藻门有31种，优势种属包括小颤藻（Oscillatoria tenuis）、小形色球藻（Chroococcus minor）、小席藻（Phorimidium tenus）；硅藻门有16种，以菱形藻属具有优势；另外也包括4种甲藻门、3种裸藻门、2种金藻门。艾里克湖浮游植物的平均密度超过近2580万个体每升，平均生物量超过16毫克每升。艾里克湖中，有4门39种浮游动物。主要浮游动物为轮虫，共19种。以前节晶囊轮虫（Asplanchna priodonta）、蒲达臂尾轮虫（Brachionus budapestiensis）、针簇多肢轮虫（Polyarthra trigla）最为常见。另也有以球形砂壳虫（Difflugia globulosa）为主的原生动物；以象鼻溞属为主的枝角类动物；2种桡足动物。浮游动物平均密度约8个体每升，生物量约0.3毫克每升。
已知艾里克湖分布着12科27属29种植物，以杨柳科、胡颓子科、柽柳科、藜科、禾本科、豆科等为主的植物构成湖泊周围乔木、灌木、草本植物群落。其中乔木主要以胡杨、苦杨、尖果沙枣为主；灌木以毛柽柳、梭梭、盐穗木为主；草本植物以芦苇、疏叶骆驼刺、光果甘草为主。湖区最常见的植物物种为胡杨、毛柽柳、芦苇、小果白刺。大多数植物物种丰富度较低。水生植物中芦苇年产可达1.5万吨到2万吨。
艾里克湖因曾干涸，已无土著鱼类分布。湖中现有3目3科9属9种，其中具有种群优势的为鲢、鳙。2018年，湖区捕鱼量为630吨。另外，艾里克湖附近会出没有野猪、黄羊等野生动物，天鹅、鹤、野鸭、隼等鸟类在此栖息。

## 环境保护
艾里克湖湖水面积恢复后到2013年，艾里克湖湖水水质一直保持在《地表水环境质量标准》的Ⅲ类。2014年开始，湖水水质逐年恶化，水质降至Ⅴ类。2015年，艾里克湖成为新疆维吾尔自治区生态环境保护试点湖泊。艾里克湖生态环境保护试点项目本欲通过10余个治理项目，于2016年将艾里克湖水水质达到Ⅳ类。然而克拉玛依市人民政府和乌尔禾区人民政府对该试点保护项目实施不力，不作为、慢作为，使该试点项目进度滞后、配套资金不到位，多个项目未启动或进驻严重滞后。其中因底泥疏浚工程未如期实施，导致湖水水质从2014年的Ⅴ类下降为2016年劣Ⅴ类。2017年，经中央环境保护督察组开展环境保护督察工作后，部分项目工程得以实施。截至2018年末，艾里克湖水水质重新稳定达到Ⅴ类。
2022年，中央生态环境保护督察组对新疆维吾尔自治区和新疆生产建设兵团开展第二轮生态环境保护督察工作，督查发现艾里克湖及周边水域近两年开始严重补水不足，导致湖泊面积萎缩。为此，克拉玛依市、塔城地区、新疆生产建设兵团第七师开始调度白杨河及相关水库的水源，并修缮了入湖水量监测站。